# The Katzenjammer Kids
The Katzenjammer Kids is een Amerikaanse stripreeks door Rudolph Dirks. De reeks werd in 1893 door Dirks bedacht en ook na zijn dood verdergezet tot 2006. De strip werd onder andere 37 jaar lang getekend door Harold H. Knerr.

## Inhoud
De reeks gaat over twee kwajongens, Hans en Fritz, die kattenkwaad uithalen. Hun slachtoffers zijn meestal een naamloze kapitein met een zwarte baard, hun eigen moeder ("Mama") en "Der Inspector", een afgevaardigde van hun school. De personages spraken altijd Engels met een Duitse tongval en allerlei Duitse leenwoorden.

## Oorsprong
Rudolph Dirks (1877-1968), een Amerikaan van Duitse afkomst, liet zich voor The Katzenjammer Kids door Max und Moritz inspireren, een in 1865 getekend verhaal door Wilhelm Busch. Busch' geïllustreerde verhalenreeks had ook twee soortgelijke stoute jongetjes in de hoofdrol. Het woord "Katzenjammer" is Duits voor een kater na dronkenschap.
De stripreeks was van begin af zéér populair. Ze inspireerde een toneelstuk (1903), een reeks postzegels en zelfs een eigen tekenfilmserie.
Dirks tekende de reeks 15 jaar lang, ook al omdat kranteneigenaar William Randolph Hearst niet toestond dat hij de populaire reeks stopzette. Toen Dirks dit toch deed in 1918, liet Hearst tekenaar Harold Knerr de serie overnemen. Dirks stapte hierop naar de rechter en na een lange wettelijke strijd mocht Hearst The Katzenjammer Kids in zijn krant verder zetten. Knerr tekende de serie nog tot 1949, het jaar van zijn dood. Hierna nam Charles H. Winner de reeks over. Vanaf 1956 nam Joe Musial de fakkel over tot 1976, waarna hij werd afgelost door Mike Senisch (tot 1981) en Angelo DeCesare (van 1981 tot 1986). Daarna werd de reeks tot 2006 door Hy Eisman getekend. De serie verschijnt wereldwijd in meer dan 50 kranten.

## The Captain and the Kids
Dirks tekende vanaf 1918 voor een andere krant een haast identieke stripreeks: The Captain and the Kids. Spoedig werd ze even populair als de originele Katzenjammer Kids. Vanaf 1946 zette Dirks' zoon, John Dirks, de stripreeks voort. Nadat Rudolph Dirks in 1968 overleed tekende John de avonturen van het tweetal nog tot 1979.

## Invloed
The Katzenjammer Kids verschenen tijdens het interbellum in Vlaanderen als de reeks De Belhamels en in Nederland als De Doerakkers en De familie Zeerob. In Vlaanderen was de serie een belangrijke invloed op De Lustige Kapoentjes.
De Noorse folkband Katzenjammer heeft haar naam ontleend aan The Katzenjammer Kids.